# Bašćanska ploča
Bašćanska ploča starohrvatski je spomenik pisan prijelaznim oblikom glagoljice oko 1100. godine. Na njoj je dokumentirano kako je hrvatski kralj Dmitar Zvonimir mjesnom benediktinskom samostanu darovao zemlju.
Pronađena je 15. rujna 1851. godine u crkvi sv. Lucije u Jurandvoru kod Baške na otoku Krku zahvaljujući tadašnjemu bogoslovu Petru Dorčiću.
Predstavlja značajan izvor za povijest hrvatskog naroda, jezika i razvitak hrvatske glagoljice. Pokazuje suverenitet hrvatskoga kralja Zvonimira kao donatora zemljišnog posjeda na otoku. Uz jezično i književno, ta ploča ima i povijesno značenje jer se prvi put na hrvatskom jeziku spominje ime hrvatskog naroda i ime kralja Zvonimira.
Danas se čuva u Hrvatskoj akademiji znanosti i umjetnosti, a u crkvi Sv. Lucije nalazi se njezina replika.
Naziva se još i „dragim kamenom” i „krsnim listom” hrvatskoga naroda te „zlatnom” „Zvonimirovom”, odnosno „kraljevskom” pločom.

## Izgled
Ploča je izvorno bila lijevi plutej oltarne pregrade koja je dijelila prezbiterij (prostor za svećenstvo) od crkvene lađe (prostor za puk). Jurandvorski ulomci činili bi desni plutej crkve.
Ploča je isklesana od bijelog vapnenca. Visine je 99,5 cm, široka 199 cm, a debela od 7,5 do 9 cm. Na gornjem dijelu ploče nalazi se bordura u obliku lozice, a na preostalom dijelu slijedi tekst. U izvorniku je ploča bila pozlaćena i obojena. Prema jednoj od teorija ploča je jedno vrijeme bila pred crkvom te su pastiri na njoj palili vatru odakle potječu pukotine na njoj.

## Otkriće
Ploča je do sredine 18. stoljeća stajala kao lijevi plutej oltarne pregrade u crkvi sv. Lucije. Kasnije je postavljena na pod kao nadgrobna ploča. Na nju je prvi put 1851. upozorio tadašnji bogoslov Petar Dorčić te obavijestio Ivana Kukuljevića Sakcinskog, koji ju je predstavio znanosti. Ploča se tada nalazila na tlu crkvice. Godine 1861. krčki kanonik Ivan Črnčić nalazi je u pokrajnjoj kapelici Gospe Ružarice gdje ju je dao staviti krčki biskup Ivan Josip Vitezić. Kako je bila pukla na tri dijela krčki biskup Franjo Anijan Feretić dao ju je vezati željeznim obručem. Kako je duže vrijeme bila na podu, na dijelovima je izlizana i oštećena. Zbog zaštite, Staroslavenska akademija u Krku i biskup Antun Mahnić zatvaraju je u staklenu vitrinu, ali se propadanje i dalje nastavilo.
Godine 1934. biskup Josip Srebrnić dao je ploču na „vječno čuvanje” HAZU. Pojedini mještani nisu željeli da se odnese te su je u noći sa 16. na 17. kolovoza svojevoljno prenijeli u novogradnju škole u Jurandvoru gdje su je željeli uzidati u pod. Tom je prilikom višestruko oštećena jer su je gurali po podu i zakopavali. U ime Akademije ploču je na Krku preuzeo 30. kolovoza 1934. jezikoslovac Stjepan Ivšić, a u ime Konzervatorskoga ureda svećenik Dragutin Kniewald. Ploča je prevezena parobrodom na Sušak, a zatim je teretnim autom sa Sušaka prevezena u Zagreb gdje je stigla 31. kolovoza. Otada se izvornik nalazi u atriju palače Hrvatske akademije znanosti i umjetnosti u Zagrebu. Iako je ispiranjem soli ploča očvrsnula, njezina se čitljivost i dalje smanjuje.

## Datiranje
Na početku teksta pojedini vide invokaciju (+), drugi invokaciju i slova, dok treći samo slova. Franjo Rački, Ivan Črnčić i Vjekoslav Štefanić smatraju da je riječ o godini 1100., Josip Hamm je ponudio 1077. i 1079. godinu, a Rudolf Strohal 1120. godinu.
Ivan Kukuljević Sakcinski govorio je o 1104. i 1107. godini, a Lujo Margetić, što se tiče paleografije, govori kako bi to mogla biti 1105., 1107. ili 1150. godina.

## Sadržaj
Tekst ploče ima sljedeći sadržaj:
1. invokacija (zazivanje Boga)
2. zapis opata Držihe u prvom licu kojim bilježi kako je hrvatski kralj Zvonimir poklonio crkvi svete Lucije zemljište za što navodi svjedoke
3. riječi protiv onih koji bi darovanje zanijekali (klevetna formula)
4. obveza redovnika te crkve koji neka mole za darovatelje i svjedoke
5. zapis opata Dobrovita u prvom licu koji govori da je on sagradio tu crkvu sa svojih devetero redovničke braće za vrijeme kneza Kosmata
6. zapis u kojem se navodi da su u to vrijeme Mikula v Otočcu i Sveta Lucija bili ujedinjeni

Iz sadržaja se može zaključiti kako je tekst sastavljen od više dijelova koji nisu nastali u istom razdoblju, nego u rasponu upravljanja barem dvaju opata, Držihe i Dobrovita. Nije zamislivo postupno klesanje tih sastavnih dijelova teksta u dovršen i postavljen plutej. Stoga Branko Fučić pretpostavlja postojanje samostanskoga kartulara koji je poslužio kao sadržajni predložak sastavljaču Bašćanske ploče.
Tekst je napisan u 13 redaka; u svakom retku nalazi se oko 30 slova, odnosno znakova, a sve skupa 400 slova i 100 riječi. Riječ „Bog” u sedmom retku napisana je po sredini ploče kao pedeseta riječ u zapisu.

### Pismo
Pisana je prijelaznim tipom glagoljice, s oble na uglatu. Usporedno s glagoljičkim, javljaju se i neka latinična i/ili ćirilična slova (I, O, M, N, T, V).
Tekst započinje slovom A, a završava slovom O, odnosno prvim i posljednjim slovom grčkog alfabeta (alfa i omega).

### Prijepis
Amaterski prijepis teksta ploče Ivan Kukuljević Sakcinski poslao je Pavelu Šafáriku (1853.) koji nije bio siguran o kojem je pismu riječ te je smatrao da se radi o kriptografiji. Godine 1865. djelomično ju je pročitao krčki kanonik i istraživač glagoljaških epigrafskih spomenika Ivan Crnčić, a potpuno je to učinio 1875. godine Franjo Rački. Zbog toga što je na nekim mjestima oštećena, postoje i različita čitanja nekih dijelova teksta.
Iako postoji više čitanja teksta Baščanske ploče, najveći dio proučavatelja smatra kako je najtočniji onaj Branka Fučića:
Dijelovi u uglatim zagradama su rekonstruirani (na tim je mjestima ploča oštećena), a u oblim zagradama je ono što je klesar namjerno ili slučajno izostavio.

AZЪ [VЪ IME O]TCA I S(I)NA [I S](VE)TAGO DUHA AZЪ

OPAT[Ъ] DRŽIHA PISAHЪ SE O LEDI[N]Ě JuŽE

DA ZЪVЪNIM[I]RЪ KRALЪ HRЪVATЪSKЪÏ [VЪ]

DNI SVOJĘ VЪ SVETUJu LUCIJu I S[VEDO]-

MI ŽUPANЪ DESIMRA KRЪ[BA]VĚ MRA[TIN]Ъ VЪ L(I)-

CĚ PR(I)BЪNEBŽA [S]Ъ POSL[Ъ] VIN[OD](O)LĚ [ĚK](O)VЪ V(Ъ) O-

TOCĚ DA IŽE TO POREČE KLЪNI I BO(G) I BÏ(=12) AP(OSTO)LA I G(=4) E-

VA(N)J(E)LISTI I S(VE)TAĚ LUCIĚ AM(E)NЪ DA IŽE SDĚ ŽIVE-

TЪ MOLI ZA NE BOGA AZЪ OPATЪ D(O)BROVITЪ ZЪ-

DAH CRĚKЪVЪ SIJu I SVOEJu BRATIJu SЪ DEV-

ETIJu VЪ DNI KЪNEZA KOSЪMЪTA OBLAD-

AJuĆAGO VЪSU KЪRAINU I BĚŠE VЪ TЪ DNI M-

IKULA VЪ OTOČЪCI [SЪ S]VETUJu LUCIJu VЪ EDINO 

Prijepis na suvremeni standardni hrvatski jezik:

Ja, u ime Oca i Sina i Svetoga Duha.

Ja opat Držiha pisah to o ledini koju

dade Zvonimir, kralj hrvatski,

u svoje dane svetoj Luciji

pred svjedocima: županom Desimirom iz Krbave, Martinom iz

Like, Pribenežom poslanikom iz Vinodola, Jakovom iz otoka.

Tko to porekne, neka ga Bog prokune i 12 apostola i 4

evanđelista i sveta Lucija. Amen.

Da tko ovdje živi, moli za njih Boga.

Ja opat Dobrovit zidah ovu crkvu sa svoje devetero braće

U dane kneza Kosmata koji je vladao cijelom Krajinom.

I u te dane bio je (samostan) sv. Mikule u Otočcu

sa svetom Lucijom u zajednici.

## U umjetnosti
Krešimir Fribec napisao je djelo „Baščanska ploča” kantatu za sola, zbor i komorni orkestar (1977.) te Stjepan Šulek „Baščanska ploča” kao skladbu za zbor a capella (1980.), Ljubo Kuntarić „Bašćanska ploča” za zbor te Dušan Prašelj kantatu „Bašćanska ploča”.
O Bašćanskoj su ploči pjesme napisali: Vladimir Nazor, Silvije Strahimir Kranjčević i Josip Pupačić.

### Članci
- Deželić, Mladen. 1943. Baščanska ploča i njeno konzerviranje. Ljetopis Hrvatske akademije znanosti i umjetnosti. Hrvatska akademija znanosti i umjetnosti. Zagreb. 54: 152–158
- Fučić, Branko. 1971. Najstariji hrvatski glagoljski natpisi. Slovo: časopis Staroslavenskoga instituta u Zagrebu. Staroslavenski institut. Zagreb.  (21): 227–254
- Galović, Tomislav. 2018. Milan Moguš i Bašćanska ploča. Senjski zbornik. Gradski muzej Senj. Senj. 45 (1): 265–285
- Kniewald, Dragutin. 1934. "Baščanska ploča" u Zagrebu. Bogoslovska smotra. Sveučilište u Zagrebu - Katolički bogoslovni fakultet. Zagreb. 22 (4): 383–389
- Lukić, Milica. 2014. Bašćanska ploča kao književno nadahnuće i instrument lingvostilističke analize. Anafora: Časopis za znanost o književnosti. Sveučilište Josipa Jurja Strossmayera u Osijeku - Filozofski fakultet. Osijek. 1 (1): 73–94
- Margetić, Lujo. 2007. O nekim osnovnim problemima Bašćanske ploče. Croatica Christiana periodica. Sveučilište u Zagrebu - Katolički bogoslovni fakultet. Zagreb. 31 (60): 1–15
- Moguš, Milan. 2010. Kako pročitati Baščansku ploču. Senjski zbornik. Gradski muzej Senj. Senj. 37 (1): 33–44
- Petrović, Ivanka. 1993. Črnčić, Ivan. Hrvatski biografski leksikon. Zagreb.  journal zahtijeva |journal= (pomoć)
- Stamać, Ante. 1987. "Bašćanska ploča" kao književno djelo. Croatica: časopis za hrvatski jezik, književnost i kulturu. Hrvatsko filološko društvo. Zagreb. 18 (26/27/28): 17–27

### Mrežna sjedišta
- Bašćanska ploča. Hrvatska akademija znanosti i umjetnosti. Pristupljeno 13. siječnja 2025.
- Bašćanska ploča. Hrvatska enciklopedija LZMK. Pristupljeno 13. siječnja 2025.
- Prašelj, Dušan. Hrvatska enciklopedija LZMK. Pristupljeno 13. siječnja 2025.

## Vanjske poveznice
Ostali projekti
|  | Zajednički poslužitelj ima još gradiva o temi Bašćanska ploča |
|  | Wikizvor ima izvorni tekst Bašćanska ploča                    |
|  | Wikicitati imaju zbirke citata o temi Bašćanska ploča         |